# Urban Kordeš

## Življenje in delo
Izr. Prof. Dr. Urban Kordeš, * 2. 7. 1968, Ljubljana, je diplomiral iz teoretske fizike in magistriral ter doktoriral iz filozofije na področju kognitivne znanosti. Na Univerzi v Ljubljani vodi študij kognitivne znanosti, kjer je trenutno vodja programa kognitivnih znanosti, kot gostujoči profesor pa predava na Dunaju in drugod. 
Dr. Urban Kordeš je (že zadnja štiri leta)?? predsednik Slovenskega društva za kognitivno znanost, ki je bil ustanovljeno leta 1995. Poleg tega je tudi profesor študija kognitivne znanosti, kamor sodi raziskovanje možganov, ki postaja v svetu prestižno področje srečevanja velikih umov. Študiral je na univerzah v Ljubljani, Leedsu in Berkeleyju ter na Mental Research Inštitutu v Palo Altu. Trenutno je predavatelj in raziskovalec na Pedagoški fakulteti v Ljubljani, predsednik Slovenskega društva za kognitivno znanost in predsednik programskega sveta novega medfakultetnega študija kognitivne znanosti.
Kot kognitivni znanstvenik se ukvarja z raziskovanjem človeške duševnosti z več zornih kotov – med drugim nevrološkega, psihološkega in filozofskega. Posebej podrobno se posveča raziskovanju doživljanja misli, čustev in občutkov. Njegova ekipa je razvila natančne metode za preiskovanje izkustva. Te metode uporabljajo za razumevanje delovanja človeške zavesti, pa tudi za bolj vsakdanje namene, kot je na primer raziskovanje odnosa uporabnikov do blagovnih znamk ali njihovih produktov. Med drugim je naredil raziskavo o vplivu blagovnih znamk na ljudi, pri kateri mu je bila v pomoč aplikacija na pametnih telefonih, ki človeka ob naključnih trenutkih spomni, da zapiše svoje doživljanje. 
Njegova raziskovalna zanimanja vključujejo poglobljene empirične fenomenološke raziskave, nevrofenomenologijo, kibernetiko drugega reda, ustvarjanje skupnega znanja, pa tudi epistemična in metodološka vprašanja pri raziskovanju ne trivialnih sistemov. Kordeš verjame, da bi moralo biti usposabljanje v spretnostih introspekcije in naknadno poročanje prve osebe eno najpomembnejših orodij kognitivnih znanosti. 
Vodi tudi raziskovalno skupino z vzdevkom »Observatorij«, katere cilj je sistematična praksa in kritični pregled refleksije. Njegova metodološka prizadevanja so usmerjena v sisteme, kjer približevanje neodvisnega opazovalca ni mogoče - dejanje opazovanja v bistvu določa rezultate. Takšnemu opisu ustrezata vsaj dve ločeni področji raziskav: preverjanje izkušenj in kvantna mehanika. Urban verjame, da bi si lahko obe področji (do neke mere) delili metodološka in epistemološka spoznanja. 
Pri svojem delu se udeležuje tudi veliko projektov kot so: merjenje psihofizioloških parametrov kot vhodnih podatkov računalniškega adaptivnega testiranja, deskriptivno vzorčenje doživljanja - misli in abstraktno razmišljanje ter vpliv komunikacijske situacije na udejanjenja prepričanj.

Na 1. stopnji na Pedagoški fakulteti v Ljubljani uči predmete opazovanje, poslušanje, dialog in učenje in kreiranje znanja. Na 2. stopnji pa uči 5 predmetov, in sicer uvod v kognitivno znanost, uvod v raziskovanje, trende v kognitivni znanosti, prvoosebno raziskovanje in Metodološko ter raziskovalno obravnavo tem s področja vzgoje in psihosocialnega dela.

## Od resnice k zaupanju
Je tudi avtor knjige Od resnice k zaupanju, v kateri govori o “novi znanosti”, ki bo zaobjela tudi pojave, ki jim klasična znanost domnevno ni kos. V knjigi trdi, da so domena klasične znanosti t. i. ponovljivi trivialni pojavi, o netrivialnih, ki naj se jih ne bi dalo obravnavati drugače kot celostno, pa klasična znanost ne želi nič vedeti, kar naj bi bila njena notranja ovira. Njegovo izhodišče je verjetno trditev, da je svet bolj bogat, kot ga lahko vidi današnja znanost skozi svojo metodo. Meni, da ima tradicionalna znanstvena metoda omejen obseg uporabnosti, zato lahko deluje tudi kot plašnica, ki znanosti ovirajo pogled. Knjiga poskuša argumentirati širitev metode in tako posledično tudi širitev spektra pojavov, ki jih znanost lahko obravnava. V knjigi je nakazal možnost sistematičnega dialoškega raziskovanja doživljanja, torej zavesti "od znotraj". To dialoško metodo zdaj že nekaj let preskuša. Pogovarja se z ljudmi, ki jih zanima lastno doživljanje in jim poskuša odpirati prostor za raziskovanje. Rezultati so morda za splošno znanost še naivni in premalo splošni, vsekakor pa lahko trdi, da s svojimi soraziskovalci vsakodnevno odkriva nove svetove. 
Naslednja knjiga bo skupni projekt raziskovalne skupine, na temo o odločanju. Predstavila bo odločanje z vseh znanstveno relevantnih zornih kotov. Primerjala bo poglede psihologa, nevrologa, računalničarja, filozofa. Orisala bo skupne točke in področja, kjer se sploh ne razumemo. Eno od njegovih poslanstev je biti povezovalec, k čemur sodi tudi radovednost. Najbolj ga zanima področje subjektivnega: bogastvo človekovega neposrednega izkustva. 

## Zanimivosti
Zaradi vseh vprašanj o resničnosti kot so: kaj sploh je to, kje nastane, ali lahko sami izbiramo svojo resničnost, se je odločil, da v svojem življenju ne bo spremljal nobenih medijev. Doma živi brez televizije in radia, časopisov pa tudi ne bere, mogoče le kakšne zanimive priloge. Meni, da gre pri temu le za nek jutranji ritual branja novic oz. priključitev na skupno resničnost, zato se želi na ta način nekako oddaljiti od tega splošnega toka misli o tem, kaj je res in kaj ne.